# Edward Atterton
Edward Atterton (Birmingham, 24 gennaio 1962) è un attore britannico.

## Carriera
Il suo primo ruolo in tv è stato in un episodio della serie televisiva Poirot del 1993. Nello stesso anno è entrato nella serie televisiva Medics, nel ruolo del dottor Alex Taylor. Dopo aver continuato per un paio d'anni in varie produzioni televisive britanniche, inizia a lavorare negli Stati Uniti. Ha avuto un ruolo nel 1998 nel film La maschera di ferro, ed un altro piccolo ruolo in Three. Nel 2000 ha vissuto in Giappone, dove ha recitato nel film Ichigensan.
Nel 2001 è protagonista della miniserie Le nebbie di Avalon, tratta dall'omonimo romanzo di Marion Zimmer Bradley; nel cast figura anche Anjelica Huston nel ruolo della Dama del Lago. Successivamente è apparso in altre serie televisive del genere sci-fi/fantasy come Alias, Firefly e Streghe. Nel 2003 ha avuto il ruolo di Duncan Idaho nella miniserie televisiva I figli di Dune. La sua ultima apparizione risale al 2005 in Joker - Wild Card. Ha avuto inoltre un ruolo di venditore di formaggio in Pie in the Sky.

## Vita privata
Nel 1997 ha una relazione con Salma Hayek e si trasferisce a Los Angeles per starle vicino, la coppia si separa nel 2000. Attualmente è sposato con Kelly Atterton, una editrice della rivista Allure magazine.

## Filmografia

### Cinema
- Sharpe's Honour (1994)
- The Vacillations of Poppy Carew (1995)
- True Blue - Sfida sul Tamigi (1996)
- Far Harbor (1996)
- The Hunchback (1997)
- La maschera di ferro (1998)
- Britannic (2000)
- Ichigensan (2000)
- Rough Treatment (2000)
- La fidanzata ideale (2000)
- Born in Brooklyn (2001)
- L'uomo dei miei sogni (2003)
- Hans Christian Andersen: My Life as a Fairy Tale (2003)
- Joker - Wild Card (2005)

### Televisione
- Poirot (Agatha Christie's Poirot) - serie TV, episodio 5x04 (1993)
- Medics (1993)
- Alleyn Mysteries (1993)
- Scarlatto e nero (1993)
- Screen Two (1994)
- Pie in the Sky (1995)
- Peak Practice (1996)
- The Wingless Bird (1997)
- Three (1998)
- Alias (2000)
- Le nebbie di Avalon (2001)
- Ancora una volta (2001)
- Firefly (2002)
- I figli di Dune (2003)
- She Spies (2003)
- Streghe (Charmed) (2003)
- Una nuova vita per Zoe (2005)

## Doppiatori italiani
- Vittorio De Angelis in La maschera di ferro
- Massimo Lodolo in Britannic